# Казначеево (Рязанская область)
Казначеево — деревня в Рязанском районе Рязанской области. Входит в Подвязьевское сельское поселение.

## География
Находится в северо-западной части Рязанской области на расстоянии приблизительно 16 км на запад-юго-запад по прямой от вокзала станции Рязань II.

## История
Уже была отмечена на карте 1797 года. На карте 1850 года показана как поселение с 11 дворами. В 1859 году здесь (тогда деревня Рязанского уезда Рязанской губернии) было учтено 8 дворов , в 1897 году — 28. Ныне имеет дачный характер.

## Население
Численность населения: 155 человек (1859 год), 215 (1897), 8 в 2002 году (русские 100 %), 0 в 2010.